# USS Nevada (1916)

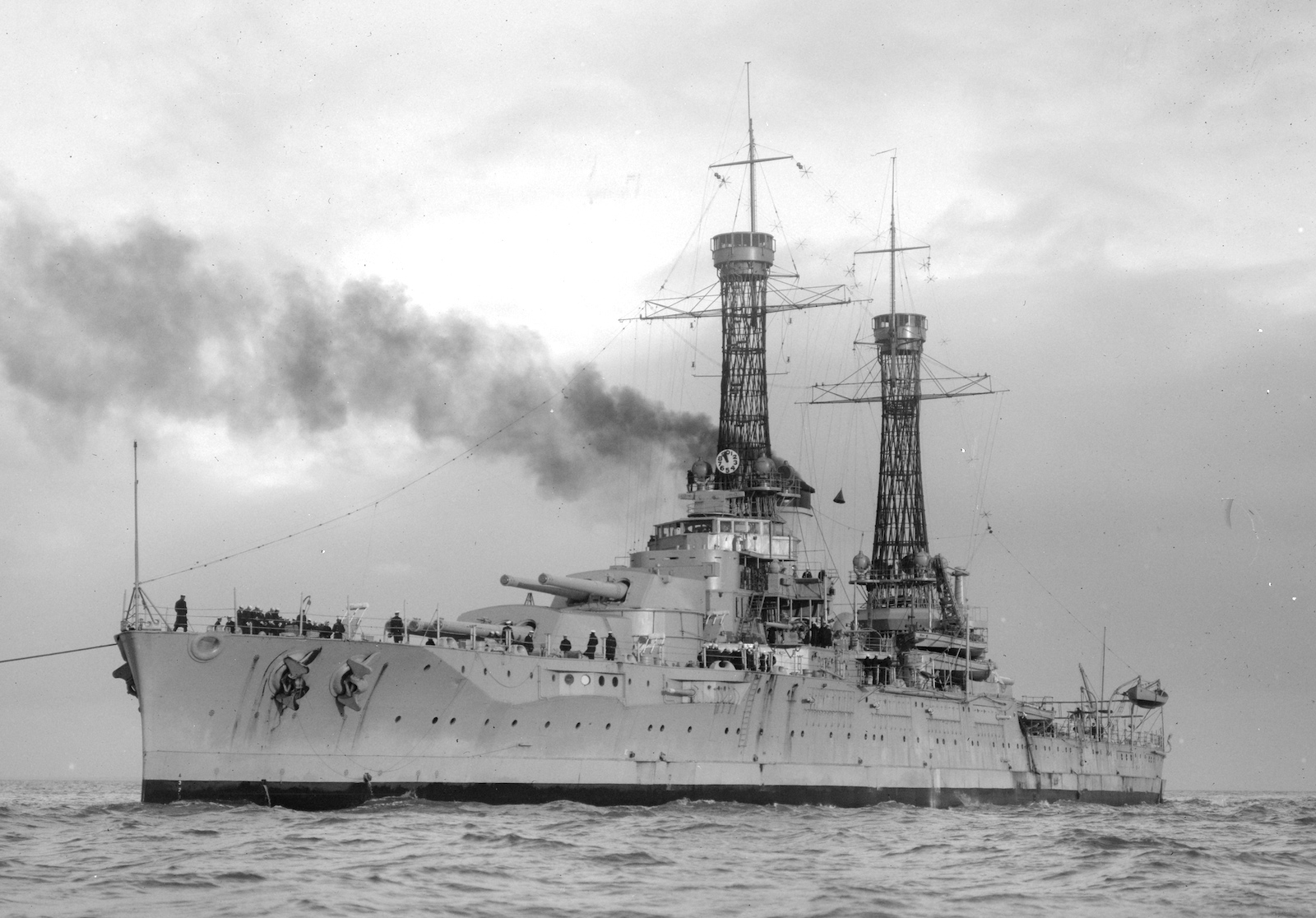
USS Nevada in 1925 met nog twee vakwerkmasten

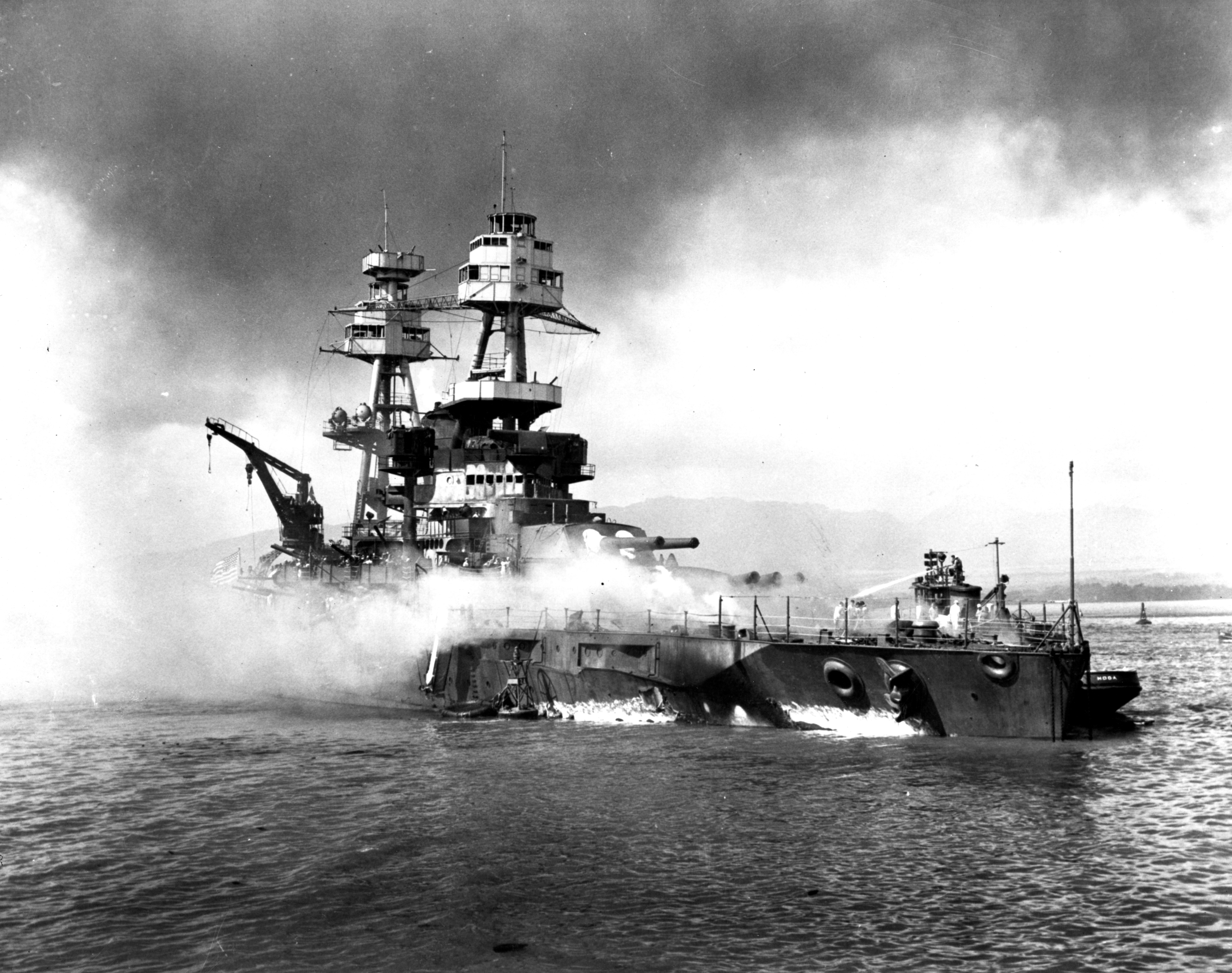
USS Nevada aan de grond bij Pearl Harbor (december 1941)

USS Nevada (BB-36) was een Amerikaans slagschip dat in het begin van de oorlog in de Grote Oceaan in Pearl Harbor lag. Op 7 december 1941 werd de Amerikaanse oorlogsvloot in Pearl Harbor aangevallen door de luchtmacht van de Japanse Keizerlijke Marine.

## Bouw
De USS Nevada werd in maart 1911 besteld en de kiel werd gelegd in november 1912. De Fore River Shipyard kreeg de bouwopdracht ter waarde van $ 5.895.000. Twee jaar later werd het slagschip te water gelaten en in 1916 bij de vloot gevoegd. Het was het eerste schip van de tweede generatie slagschepen. Het had een 8000 ton grotere waterverplaatsing dan de USS Delaware, een slagschip van de eerste generatie, die zeven jaar eerder in dienst was genomen. 
De USS Nevada had gevechtstorens met drie kanonnen, de motoren kregen stookolie als brandstof in plaats van steenkool, en telde slechts één schoorsteen. Door het gebruik van olie kreeg het schip een groter bereik en kon het met minder personeel af.
Tijdens de Eerste Wereldoorlog bleef het schip aanvankelijk dicht bij de Amerikaanse kust. In april 1917 kwam de Verenigde Staten bij de oorlog, maar alleen met steenkool gestookte oorlogsschepen maakten de overtocht naar Europa. Engeland had veel steenkool, maar er kon niet op voldoende olie worden gerekend. Pas in de laatste fase van de oorlog, in augustus 1918, kwam de USS Nevada in Berehaven, in de zuidwestelijkste punt van Ierland. Het kreeg vooral escortetaken ter bescherming van konvooien en de USS Nevada heeft de bewapening hierbij nooit hoeven te gebruiken.
Na de oorlog keerde het schip terug en werd vooral gebruikt in de Atlantische Oceaan en vanaf het begin van de jaren dertig in de Grote Oceaan. Tussen 1927 en 1930 werd het gemoderniseerd. Hierbij werd het bereik van de hoofdbewapening vergroot van 21 kilometer naar ongeveer 31 kilometer, kreeg het twee nieuwe masten en meer kanonnen ter verdediging tegen vliegtuigen.

## Pearl Harbor
USS Nevada (BB-36), onder commando van kapitein-ter-Zee F. W. Scanland, lag in Pearl Harbor op 7 december 1941, toen vliegtuigen van de Japanse Keizerlijke Marine de Amerikaanse Pacific-vloot onverhoeds en verrassend aangeviel. De USS Nevada lag voor anker als laatste slagschip van een meerlinie van acht schepen (later Battleship Row genoemd) op de noordoostelijke punt van Ford Island, waaronder USS Arizona, met daarnaast het reparatiewerkschip USS Vestal, die beiden voor USS Nevada lagen, USS Tennessee, met daarnaast gemeerd USS West Virginia en daarvoor de beide slagschepen USS Maryland en USS Oklahoma. USS California lag eveneens alleen dáárvoor. Het marinetankschip USS Neosho lag nabij de Oklahoma, achter het slagschip, toen rond 08.00 uur de aanval begon.
De tweede Japanse aanval van eskaderleider Sjimazaki duurde, net als de eerste van eskaderleider Futchida, een uur. Tijdens de eerste aanvalsgolf werden vooral de andere slagschepen geviseerd en kreeg de Nevada slechts enkele bommen te verwerken. De Japanse aanval kostte 6 Aichi D3A-jachtvliegtuigen en 14 Nakajima B5N-bommenwerpers, maar de minst beschadigde slagschepen en een aantal kruisers en torpedobootjagers, die bij de eerste aanvalsgolf de dans ietwat ontsprongen waren, werden nu aangevallen.
Het 29.067 ton metende USS Nevada, 25 jaar oud en als "overjarig" geklasseerd, probeerde als enige slagschip te ontsnappen. De Nevada lichtte zijn ankers en vertrok midden in een inferno. De luchtafweerkanonnen van het schip behoorden tot de eerste die in actie kwamen, maar daardoor lieten de Japanners zich niet afschrikken. Kort voor de USS Arizona in de lucht vloog, werd USS Nevada aan de stuurboordboeg door een vliegtuigtorpedo getroffen, en een bom trof haar middendek.
Toen USS Arizona uit elkaar vloog en het water rondom de USS Nevada met brandende olie bedekte, oordeelde de hoogste vlagofficier aan boord, viceadmiraal William Furlong samen met de commandant van het schip, kapitein-ter-zee F.W. Scanland, dat hij meer kans maakte het slagschip te redden als hij open water wist te bereiken.
Met enige moeite voer het schip om de brandende USS Arizona en het reparatieschip USS Vestal heen, dat voor de aanval naast de USS Arizona gelegen had en dat van voor tot achter met brandende olie besproeid was. Toen USS Nevada naar het kanaal voer om naar open zee te ontsnappen, werd het schip een van de voornaamste doelen voor de Japanse vliegers.
Een torpedo had in de scheepswand een gat geslagen, zo groot als een huis.
Voor de Japanners was de mogelijkheid deze staalmassa tot zinken te brengen en daarmee de haventoegangsgeul te blokkeren verleidelijk. Mocht USS Nevada daar zinken, dan kon geen enkel groot oorlogsschip of vliegdekschip nog in- of uitvaren. Daarom concentreerden de duikbommenwerpers zich op het beschadigde en lekkende schip, dat ten minste treffers en bijnatreffers kreeg. Een van de treffers sloeg in nabij de commandobrugtoren, waardoor de ramen aan stuurboordzijde versplinterden. Toch bleef USS Nevada drijven, ondanks het grote gat. Viceadmiraal Furlong besefte het gevaar maar al te goed en hij liet twee sleepboten komen. Gelukkig was de toegangsgeul dieper dan aan de aanlegplaatsen elders in de haven, zodat het slagschip niet meteen aan de grond liep en toch nog buiten de hoofdvaargeul werd geduwd.
Met de hulp van de sleepboten werd de USS Nevada opzettelijk aan de westzijde van het kanaal, nabij Hospital Point, aan de grond gezet, zodat het slagschip de toegang tot de haven niet meer zou kunnen versperren. Er waren 60 doden aan boord en 109 gewonden werden naar het nabijgelegen Hospital-Center overgebracht. Intussen werd het gestrande slagschip door toesnellende sleepboten met hun waterkanonnen verder geblust. USS Nevada lag al vrij diep, met haar dek anderhalve meter boven het wateroppervlak.
Om 09.45 uur staakten de Japanners de aanval. Zenuwachtige luchtafweerschutters schoten drie eigen vliegtuigen neer, die later op die morgen overgevlogen waren van USS Enterprise, in de mening dat het Japanse vliegtuigen waren.

## Verdere loopbaan
Op 12 februari 1942 werd USS Nevada gelicht en van haar beschadigde bovenbouw ontdaan en in een droogdok hersteld en vernieuwd te Pearl Harbor tot 15 december 1942. Haar vooroorlogse stellingmasten werden verwijderd en ze kreeg een moderner uitzicht. Haar stellingmasten werden vervangen door moderne radar- en navigatiemasten.
De USS Nevada voer naar San Francisco, Verenigde Staten en kreeg voorrang om door het Panamakanaal te gaan, op weg naar de Atlantische Oceaan op 1 juli 1943. Na haar bezoek aan Norfolk (Virginia) kreeg ze een radarmast met volledig rondom draaiende radar op 23 augustus 1943.
Op 14 mei 1944 kwam ze aan voor de rede van Belfast, Noord-Ierland, net op tijd voor de Invasie van Normandië, Frankrijk, samen met een ander Amerikaans slagschip, de USS Texas.
Daarna bombardeerde de USS Nevada op 6 juni 1944 Duitse stellingen op de Normandische kust, vlak voor de landing van de geallieerden. Met haar kanonnen bestookte ze, samen met andere oorlogsschepen, de kuststrook en landingsplaats van Utah Beach.
De USS Nevada keerde naar de Verenigde Staten terug en voer de Hudsonrivier op. Op 17 september 1944 voer ze terug langs de Amerikaanse Atlantische kust. Ze keerde terug naar de Stille Oceaan via het Panamakanaal.
Op 19 februari 1945 bombardeerde ze de kust van Iwo Jima. Tijdens de invasie op Okinawa op 27 maart 1945 werd ze beschadigd door kamikazeaanvallen van Japanse zelfmoordpiloten. De Japanse piloten stortten hun vliegtuig, beladen met bommen en munitie, zonder meer op de Amerikaanse oorlogsschepen. Op 5 april 1945 werd USS Nevada getroffen door zware Japanse kustbatterijen op Okinawa.
De Pearl Harborveteranen, USS Tennessee, USS California en USS Nevada, stoomden weg uit Buckner Bay, Okinawa, op 17 juli 1945. De USS California en USS Nevada tot zinken gebracht tijdens de aanval op 7 december 1941 en ook de USS Tennessee had toen schade opgelopen.

## Einde loopbaan
Op 2 december 1945 ging de USS Nevada het droogdok in voor haar laatste herstelling en tevens een ontmanteling van nog bruikbare materialen. Haar lot was in feite bezegeld na al die jaren dienst. Ze werd daarna naar de atol Bikini gevoerd voor Operatie Crossroad, Joint Task Force One, Bikini Atoll Able Day.
De USS Nevada werd blootgesteld aan bovenzeese atoombomproeven in de maand juni en juli 1946, samen met Duitse en Japanse schepen, die opgebracht waren door de Amerikanen. Zo verging ze het hetzelfde lot als de Duitse zware kruiser Prinz Eugen. Voor de proef was de Nevada rood geschilderd om haar beter te herkennen tussen de vele doel- en proefschepen. Het afgedankte oorlogsschip overleefde de atoomproeven maar werd toch volledig afgeschreven door de Amerikaanse Navy. Van stralingsgevaar hadden de Amerikanen toen nog niet veel notie. Ze werd teruggebracht naar Hawaï waar ze werd opgelegd op 29 juli 1946. Daar lag ze te wachten tot haar definitieve einde.
Op 31 juli 1948 werd ze nogmaals zwaar belaagd en deze keer voorgoed uitgeschakeld, tijdens vlootoefeningen door kanonvuur en torpedo's bij Hawaï. Haar wrak werd in 2006 weer ontdekt maar is nog niet volledig onderzocht.